# Jocelyn Jean
Jocelyn Jean est un peintre canadien né à Salaberry-de-Valleyfield au Québec en 1947. Jocelyn Jean vit et travaille à Montréal et à Grande-Anse (Nouveau-Brunswick). Il est également professeur titulaire à l'École des arts visuels et médiatiques de l'Université du Québec à Montréal depuis 1988. Il est décédé en 2015.

## Biographie
Il expose régulièrement depuis 1975 et l’on dénombre plusieurs expositions individuelles et une participation fréquente à des expositions collectives. Il est représenté par la Galerie Graff de Montréal. Ses œuvres font partie de plusieurs collections publiques et privées à travers le Canada dont celles du Musée d’art contemporain de Montréal, du Musée national des beaux-arts du Québec, du Musée d’art de Joliette, de la Banque d’œuvres d’art du Canada, du Prêt d’œuvres d’art du Musée national des beaux-arts du Québec, de la Banque d’œuvres d’art du Nouveau-Brunswick, de Air Canada, de Loto-Québec, de Steinberg, de Guaranty Trust, de la firme Clarkson, Tétreault, avocats, de la Banque Nationale du Canada, de l’Université de Moncton, de l’Université du Québec à Montréal.